# Kanton L’Isle-en-Dodon
Der Kanton L’Isle-en-Dodon war bis 2015 ein französischer Wahlkreis im Arrondissement Saint-Gaudens, im Département Haute-Garonne und in der Region Midi-Pyrénées; sein Hauptort war L’Isle-en-Dodon. Sein Vertreter im Generalrat für die Jahre 2004 bis 2010 war Jean Larrieu.

## Gemeinden
Der Kanton umfasste 24 Gemeinden. 
| Gemeinde             | Einwohner Jahr | Fläche km² | Bevölkerungsdichte | Postleitzahl | Code INSEE |
| -------------------- | -------------- | ---------- | ------------------ | ------------ | ---------- |
| Agassac              | 111 (2013)     | –          | – Einw./km²        | 31230        | 31001      |
| Ambax                | 68 (2013)      | –          | – Einw./km²        | 31230        | 31007      |
| Anan                 | 228 (2013)     | –          | – Einw./km²        | 31230        | 31008      |
| Boissède             | 77 (2013)      | –          | – Einw./km²        | 31230        | 31072      |
| Castelgaillard       | 62 (2013)      | –          | – Einw./km²        | 31230        | 31115      |
| Cazac                | 85 (2013)      | –          | – Einw./km²        | 31230        | 31593      |
| Coueilles            | 98 (2013)      | –          | – Einw./km²        | 31230        | 31152      |
| Fabas                | 208 (2013)     | –          | – Einw./km²        | 31230        | 31178      |
| Frontignan-Savès     | 61 (2013)      | –          | – Einw./km²        | 31230        | 31201      |
| Goudex               | 49 (2013)      | –          | – Einw./km²        | 31230        | 31223      |
| L’Isle-en-Dodon      | 1861 (2013)    | –          | – Einw./km²        | 31230        | 31239      |
| Labastide-Paumès     | 157 (2013)     | –          | – Einw./km²        | 31230        | 31251      |
| Lilhac               | 135 (2013)     | –          | – Einw./km²        | 31230        | 31301      |
| Martisserre          | 60 (2013)      | –          | – Einw./km²        | 31230        | 31322      |
| Mauvezin             | 88 (2013)      | –          | – Einw./km²        | 31230        | 31333      |
| Mirambeau            | 65 (2013)      | –          | – Einw./km²        | 31230        | 31343      |
| Molas                | 159 (2013)     | –          | – Einw./km²        | 31230        | 31347      |
| Montbernard          | 220 (2013)     | –          | – Einw./km²        | 31230        | 31363      |
| Montesquieu-Guittaut | 180 (2013)     | –          | – Einw./km²        | 31230        | 31373      |
| Puymaurin            | 300 (2013)     | –          | – Einw./km²        | 31230        | 31443      |
| Riolas               | 47 (2013)      | –          | – Einw./km²        | 31230        | 31456      |
| Saint-Frajou         | 209 (2013)     | –          | – Einw./km²        | 31230        | 31482      |
| Saint-Laurent        | 164 (2013)     | –          | – Einw./km²        | 31230        | 31494      |
| Salerm               | 52 (2013)      | –          | – Einw./km²        | 31230        | 31522      |

## Bevölkerungsentwicklung
| 1962 | 1968 | 1975 | 1982 | 1990 | 1999 | 2006 |
| ---- | ---- | ---- | ---- | ---- | ---- | ---- |
| 5762 | 5587 | 5132 | 4995 | 4708 | 4529 | 4725 |